# V-46柴油引擎
V-46柴油引擎（俄语：В-46）是蘇聯以T-34使用的V-2系列柴油机為基礎，導入現代化技術發展的柴油引擎，它具有四行程、12汽缸、多燃料、缸內直噴、離心式機械增壓裝置，採用液冷式散熱，主要配備在早期型T-72主力戰車與T-72底盤衍生車型上。在俄羅斯內尚有一些雪地民用車輛也使用此型引擎。

## 簡介
在1960年代，T-64主战坦克配備了當時頂尖的5TD柴油引擎，它具有小體積、高輸出馬力的優異表現，但換來的是高成本，以及妥善率低的問題。對於精銳作戰部隊來說雖尚可接受，但是蘇聯同時有大量平價的戰車，5TD引擎的問題就很嚴重了。
有鑑於此，其它發動機生產廠以舊設計進行精進的研發途徑未被終止，其中車里雅賓斯克拖拉機廠持續地為V-2引擎引進各種現代設計，讓該引擎在相同汽缸架構下持續增加輸出馬力，V-46為這系列一款熱門型號。它使用的馬力增強技術（離心式機械增壓器）從1940年代至1960年代都多度在其它測試型戰車或是重戰車上使用，雖然引擎總和重量與體積較5TD系引擎要大，但技術成熟穩定，V-46引擎則是從172M工程中使用的V-45引擎增強馬力的版本，它最大輸出功率提升到780匹馬力，增強馬力意味著對引擎汽缸施加更大的燃燒壓力，因此引擎使用了冷卻液強制循環搭配熱虹吸散熱器的設計改善引擎的散熱表現。
隨著T-72量產與改良，V-46引擎的T-72A在1980年代後被T-72B取代，它換用了馬力提升的V-84柴油引擎，除了V-84外，另一款採用V-46引擎架構，但結合機械增壓與慣性增壓（Inertia Supercharging）進氣增強馬力的設計，稱為V-88柴油引擎，該引擎馬力輸出達880匹馬力，但是該設計已經將引擎升級容餘耗盡，且提升性能的數值平庸，因此V-88最後沒有獲得採用。
V-46之後主要提配備給外銷型T-72以及在1980年代進行現代化翻修的T-62M，T-62M使用的版本稱為V-46-5M，輸出功率降低至750匹馬力。在T-72量產線輸出給華約盟國時，V-46引擎也隨車外銷，華約國家也以同型號進行在地化改良。南斯拉夫導入了2具帶中冷器的渦輪增壓器取代了原先的機械增壓器，發動機動輸出提升至1,000匹馬力，這個改良版稱為V-46-6TK，而後又再度增強動力至1,200匹馬力，型號為V-46-TK1。

## 参看
- V-2系列柴油机
- T-72主力戰車
- 天馬虎主戰坦克